# Tarpeïsche rots

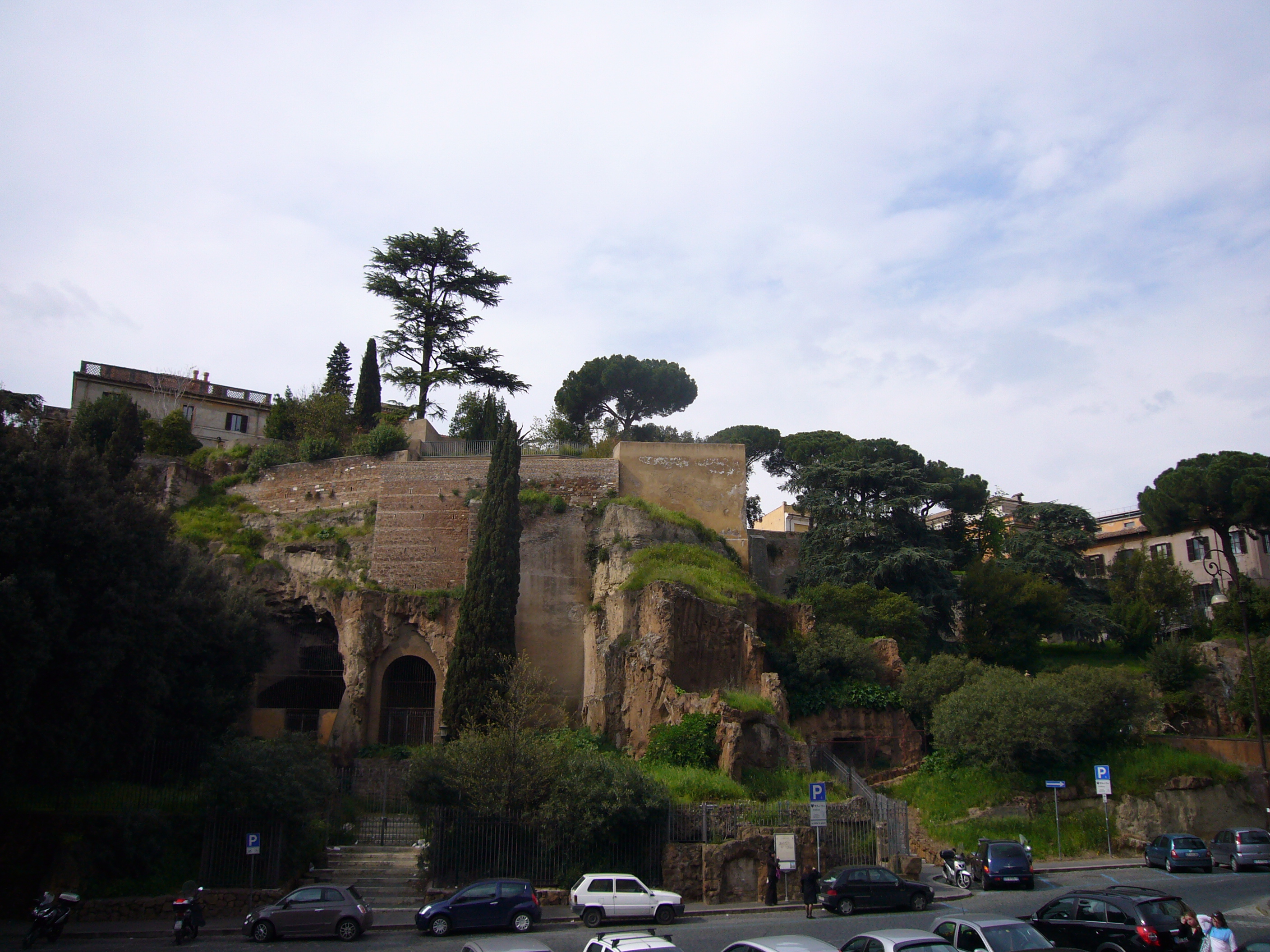
Tarpeïsche rots

De Tarpeïsche rots (Lat. Tarpeium saxum of rupes Tarpeia) was een hoge en steile rots aan de zuid-westkant van de Capitolijnse heuvel in Rome waar onder andere verraders vanaf werden gegooid.
De rots was volgens een verhaal dat onder andere door Livius (I, 11) wordt verteld, genoemd naar Tarpeia, die haar vaderstad had verraden door gewapende Sabijnen de burcht binnen te laten.
Volgens de Twaalftafelenwet kon men van de Tarpeïsche rots af gegooid worden voor het afleggen van valse getuigenissen (8, 23) en diefstal plegen als niet-vrij man (8, 14). Als andere vergrijpen waarvoor men deze straf kon krijgen, worden genoemd: verraad tegenover zijn eigen meester, incest, overlopen naar de vijand of vluchten, landverraad en incest als Vestaalse maagd. De uitvoering van de straf was in handen van tribunen of tribunen en consuls. De laatst bekende executie vond plaats in 43 n.Chr., daarna werd deze straf verboden.
Tegenwoordig is van de hoge rots met moeite nog iets te zien, vanwege de overdadige begroeiing die het zicht belemmert. Op deze plaats loopt nu ook de Via Monte Tarpeo van de Capitolijnse heuvel naar het Forum Romanum.
Met een donatie van modehuis Gucci is er door de gemeente Rome een herstelplan ontwikkeld om de rots weer in zijn oude glorie te herstellen.

## Referentie
- Der Kleine Pauly, München: Deutscher Taschenbuch Verlag 1979, Bd. 5, art. ‘Tarpeium saxum’

## Trivia
- In het Asterix-verhaal De lauwerkrans van Caesar wordt verteld over het galgenmaal van terdoodveroordeelden. Degenen die van de Tarpeïsche rots geworpen zullen worden, krijgen loodzware kost te eten.